# Ruth Cohen
Pour les articles homonymes, voir Cohen.
Ruth Louisa Cohen, née à Bushey, dans le Hertfordshire, le 10 novembre 1906 et morte à Cambridge le 27 juillet 1991, est une économiste britannique, professeure à l'université de Cambridge et principale du Newnham College de 1954 à 1972.

## Biographie
Ruth Cohen est la fille de Walter Samuel Cohen, avocat et financier juif et de Lucy Margaret née Cobb, protestante unitarienne et elle-même ancienne élève de Newnham College, tout comme la cousine germaine de son père, Hannah Cohen. Son frère cadet, Andrew Cohen, est gouverneur colonial en Ouganda, ouvert aux idées fabiennes. Ruth Cohen est éduquée à domicile, par une gouvernante, puis elle est pensionnaire à l'école Hayes Court, dans le Kent. Elle fait ses études universitaires au Newnham College en 1926 et prépare les « tripos » de science économique, pour lesquels elle obtient une mention très bien en 1929 et le prix Adam Smith (en) en 1930, pour un essai intitulé Factors affecting the Price of Potatoes in Great Britain. Cette même année, elle obtient une bourse d'études du Commonwealth Fund qui lui permet de poursuivre ses recherches aux États-Unis. Elle passe ainsi deux années à l'université Stanford et à l'université Cornell. 
À son retour, elle obtient un poste à l'institut de recherches économiques pour l'agriculture à Oxford. Elle revient ensuite au Newnham College, en tant que chargée de cours et directrice des études en économie. 
La Seconde Guerre mondiale est déclarée peu après, et elle quitte Cambridge pour Londres, où elle travaille d'abord au ministère de l'Alimentation, de 1939 à 1942, puis au bureau du Commerce de 1942 à 1945. 
Après la guerre, Ruth Cohen reprend ses activités à Cambridge, où elle est nommée maître de conférences en économie,,. 
En 1954, elle est élue principale du Newnham College, fonction qu'elle occupe jusqu'en 1972. C'est sous son mandat que les étudiantes du collège deviennent étudiantes à part entière de l'université de Cambridge, et peuvent accéder aux mêmes examens que les étudiants, obtenant ainsi la pérennisation  d'un statut accordé à titre provisoire en 1948. Elle est nommée présidente du comité du ministère de l'Agriculture pour le service consultatif agricole de la province en 1962 et elle est nommée commandeure de l'ordre de l'Empire britannique en 1969,. Elle est membre du comité de direction de l'université d'Essex et gouverneure de l'université hébraïque de Jérusalem. 
Elle poursuit ses recherches, publie en 1958 Effects of Merger, avec Pauline Lesley Cook, et donne des cours d'économie à l'université. Phyllis Deane estime que sa contribution majeure pourrait bien avoir été sa révélation du défaut fatal (ou d'un autre point de vue, anomalie maladroite) dans la théorie du capital néoclassique,,,.
Après sa retraite, elle fait une pause en passant six mois en France. À son retour, elle est élue conseillère municipale de Cambridge sur une liste du parti travailliste de 1973 à 1987, représentant le secteur de Newnham. Elle préside le conseil des finances et participe au sous-comité sur le contrôle du développement,,. Elle meurt soudainement, à son domicile de Cambridge, le 27 juillet 1991.

## Publications
- Factors affecting the Price and Production of Potatoes, 1930
- Milk Marketing Schemes and Policies, 1933
- The Effect of Butter and Cheese Supplies on « surplus » Milk Prices, avec KAH Murray, 1933
- The Planning of Britain’s Food Imports, avec KAH Murray, (suppléments 1935, 36, 37, 381934)
- The History of Milk Prices, 1936
- The Economics of Agriculture, 1940
- Survey of National Measures for controlling Farm Prices in Western European Countries, 1953
- Effects of Mergers. Six Studies, avec Pauline Lesley Cook, 1958, Routledge

## Distinctions
- 1930 : prix Adam Smith, Cambridge
- 1969 : commandeur de l'ordre de l'Empire britannique (CBE)